# Scouts de Uruguay
Scouts de Uruguay (SDU) es una asociación scout uruguaya fundada en el año 2000. 
Es un movimiento educativo no formal, apolítico, abierto a todos, sin distinción de origen, raza o confesión religiosa, que apunta a la formación integral de niños y jóvenes, llevado adelante por adultos comprometidos con dicha tarea en forma voluntaria.
La base del funcionamiento de nuestro movimiento es el Grupo Scout, que, inserto en la comunidad, pone en práctica el “Método Scout” para alcanzar los objetivos educativos que propone para niños y jóvenes.
La institución, tiene como objetivo básico generar los espacios y recursos que aseguren la buena existencia y desempeño de los Grupos Scouts; asegurando una buena propuesta programática fuertemente afianzada en lo metodológico, velando y motivando la formación sistemática y progresiva de sus dirigentes.
En diciembre de 2013 Scouts de Uruguay se afilió a la World Organization of Independent Scouts.

## Principios
Deberes para con su dimensión espiritual.
Deberes para con su patria y comunidad.
Deberes para consigo mismo.

## Historia
La asociación SCOUTS DE URUGUAY, surge a raíz de la necesidad que varios grupos scouts uruguayos tenían en cuanto a la formación de sus recursos adultos y generación de actividades.
El punto de partida fue el campamento que se dio en llamar INDEPENDENCIA, el cual se llevó a cabo en la ciudad de Florida junto a la Piedra Alta, símbolo de la independencia de la patria. Este campamento se realizó en el mes de julio de 1998 y fue el puntapié inicial del trabajo coordinado de estos Grupos Scouts, los cuales continuaron organizando y compartiendo actividades de distinta índole.
Este natural proceso culmina con la fundación oficial de la asociación, denominada SCOUTS DE URUGUAY, en un emotivo acto que se realizó en la Plaza Independencia, junto al mausoleo del Prócer Gral. José G. Artigas, el 1° de enero de 2000.
La asociación tramitó su personería jurídica frente a las autoridades uruguayas, la cual fue otorgada en marzo de 2001. En el mes de abril de 2001 se realizó la primera Asamblea Nacional y también el primer acto eleccionario, el cual permitió conformar el Consejo Directivo, que coordinara el desarrollo de las tareas propuestas a los efectos de alcanzar los objetivos planteados.
En 2007 Scouts de Uruguay junto con varias asociaciones scouts del país y grupos scouts independientes firma la Declaración de Fraternidad Scout. 
En 2014 SDU se afilia a la Organización Mundial de Scouts Independientes (WOIS).
En 2015 realizó su Primer Jamboree Nacional URUJAM 2015, con la presencia de diferentes Grupos de SDU como así también asociaciones nacionales e internacionales, en la Ciudad de Fray Bentos, en donde ya había realizado otras actividades anteriores dejando un museo Scout en el lugar donde se quedó nuestro fundador en Casa Grande del Frigorífico Anglo. http://scouts.org.uy/2015/02/22/sdu-celebro-sus-15-anos-urujam-2015/,   https://www.youtube.com/watch?v=DIhbE5sHT08

## Grupos miembros
CANELONES
Nº 2 Guardianes de la Naturaleza (Solymar)  
N.º 3 Nativos de Solymar (Solymar)
N.º 6 Ipa (Toledo)
N.º 13 Vantralo (Pinar)
DURAZNO
N.º 33 Sausal y el Yi (Escultismo Aéreo)(Durazno)
FLORIDA
N.º 25 Highlands (Florida)
MALDONADO
N.º 3 Marinos de Punta del Este (Escultismo Marino) Punta del Este
N.º 2017 Ashanti (San Carlos)
MONTEVIDEO
N.º 3 Cruz del Sur
N.º 7 Séptimo
N.º 10 Nuestra Señora del Líbano
N.º 21 Quo Vadis
N.º 22 Máximo
N.º 24 Karai-Guazú
N.º 25 Malvín Alto
N.º 51 Domingo Savio
N.º 54 Padre José Molas
N.º 217 Fuerte Mafeking
N.º 968 Buceo Yambo 
N.º 996 Padre Juan Bonmesadri
RIO NEGRO
1Fray Bentos de Comunicaciones (Fray Bentos)
SALTO
N.º 1 Tupambaé (Salto)
SDU trabaja con los siguientes rangos de edades:
- Colonia de Castores (de 4 a 7 años) [no oficial en la institución]
- Manada de Lobatos (de 7 a 11 años)
- Tropa Scout (de 11 a 15 años)
- Clan de Pioneros (de 15 a 18 años)
- Comunidad Rover (de 18 a 21 años)